# 武田明子 (アナウンサー)
武田 明子（たけだ あきこ、1972年8月6日 - ）は、北海道北見市生まれの北海道放送（HBC）の元アナウンサー。

## 来歴
札幌北高等学校、北海道大学経済学部を卒業し、1996年北海道放送 (HBC) に入社。2006年3月1日から報道部へ異動となった。2007年3月に結婚し同月末をもって退社。
同期入社したアナウンサーは山内要一、加藤雅章、石山愛子。
北海道放送のマスコットキャラクターであるもんすけの声の初代担当。

## 過去の担当番組
- テレポート2000
- テレポート6
- ビタミンTV
- 武田明子の気ままにアビーロード